# União das Freguesias de Gondomil e Sanfins
Die União das Freguesias de Gondomil e Sanfins ist eine portugiesische Gemeinde (Freguesia) im Kreis (Concelho) Valença im Nordwesten Portugals.

## Geschichte
Die Gemeinde entstand im Zuge der Gebietsreform vom 29. September 2013 durch die Zusammenlegung der ehemaligen Gemeinden Gondomil und Sanfins. Gondomil wurde Sitz der neuen Verwaltung.

## Demographie
| Freguesia | Freguesia          | Freguesia | Freguesia       | ehemalige Freguesias | ehemalige Freguesias | ehemalige Freguesias | ehemalige Freguesias |
| --------- | ------------------ | --------- | --------------- | -------------------- | -------------------- | -------------------- | -------------------- |
| Wappen    | Freguesia          | Einwohner | Fläche in (km²) | Wappen               | Freguesia            | Einwohner            | Fläche in (km²)      |
|           | Gondomil e Sanfins | 418       | 17,72           |                      | Gondomil             | 301                  | 9,49                 |
|           | Gondomil e Sanfins | 418       | 17,72           | Sanfins              | 163                  | 8,23                 |                      |